# Заповіт (новела)
«Запові́т», або «Тестаме́нт» (фр. Le Testament) — новела французького письменника Гі де Мопассана, видана у 1882 році. Твір розповідає історію позашлюбного кохання пані де Курсіль, яке вилилось у мовчазний протест проти свавілля чоловіка і синів. Сюжет новели має спільні риси з романом «Любий друг», другорядний герой якого заповів усі статки коханці, проігнорувавши рідного племінника.

## Історія
Ця новела вперше була надрукована в газеті «Gil Blas» 7 листопада 1882 року. Автор присвятив її французькому драматургові й романісту Полеві Ерв'є. У 1883 році Гі де Мопассан опублікував новелу в книжному форматі в збірці «Бекасові казки». Український переклад цього твору здійснив Іван Рильський. Уперше новела побачила світ у видавництві «Дніпро», у восьмитомному зібранні творів Гі де Мопассана під назвою «Тестамент». У 1990 році те ж видавництво і в тому ж перекладі видало новелу під осучасненою назвою «Заповіт».

## Сюжет
Оповідач питає в Рене де Бурневаля, чому в нього прізвище відрізняється від прізвищ братів, панів де Курсіль? Той збентежено розповідає йому історію кохання своєї матері. Пані де Курсіль вийшла заміж за невихованого сільського дворянина, який відразу ж почав зневажати її грубощами і подружніми зрадами. Двоє старших синів подружжя перейняли від батька цю цілковиту зневагу до матері. Вона ж роками жила у мовчанці й терпінні, доки не зустріла освіченого й галантного офіцера де Бурневаля. Третього сина вона народила від коханця, але настільки вміло приховувала свій позашлюбний зв'язок, що про це ніхто не здогадувався.
Після смерті пані де Курсіль родина зібралася, щоби ознайомитися із заповітом (тестаментом). Та в конторі нотаріуса їх очікував шок — усі свої статки пані де Курсіль заповіла коханцеві, а після його смерті вони мали перейти до її молодшого сина. Де Бурневаль підтверджує своє батьківство і Рене, найменший син, йде до дому свого біологічного отця. Пан де Курсіль викликає Бурневаля на дуель, але сам же на ній і гине. Рене ділиться частиною спадщини з братами, однак перебирає прізвище справжнього батька.